# Sebeš
Ne doit pas être confondu avec Sebeș.
Sebeš (en serbe cyrillique : Себеш) est à la fois une rivière, un marais et un faubourg de Belgrade, la capitale de la Serbie. Tous trois sont situés dans la municipalité de Palilula, sur le territoire de la Ville de Belgrade et dans la région du Banat.

## Mokri Sebeš
Le Sebeš ou Mokri Sebeš (en serbe cyrillique : Мокри Себеш) est constitué d'un ensemble de canaux s'écoulant dans les basses zones marécageuses du Pančevački rit. La rivière naît au sud de la ville de Borča et s'oriente d'abord en direction de l'est ; elle infléchit son cours en direction du nord à la hauteur de Kotež, du marais du Veliko blato, à la hauteur de Krnjača et des marais de Sebeš et de Reva, avant de se jeter dans le Danube dont elle constitue un affluent gauche. La rivière Sebeš est propice à la pêche et attire de nombreux Belgradois. La rivière doit son nom nom à un Hongrois qui fut propriétaire des lieux alentour ; en serbe mokri signifie « humide » .

## Marais
Le marais de Sebeš se trouve au sud du Pančevački rit.

## Ovčanski Sebeš
Sebeš ou Ovčanski Sebeš (en serbe cyrillique : Овчански Себеш) est quartier de la ville d'Ovča, situé le long du Mokri Sebeš. Il se trouve à 9 kilomètres au nord du centre-ville de Belgrade et à 4 kilomètres d'Ovča. Il dispose d'une gare située sur la ligne de chemin de fer Belgrade-Pančevo.